# TT244
TT244 (Theban Tomb 244) è la sigla che identifica una delle Tombe dei Nobili ubicate nell'area della cosiddetta Necropoli Tebana, sulla sponda occidentale del Nilo dinanzi alla città di Luxor, in Egitto. Destinata a sepolture di nobili e funzionari connessi alle case regnanti, specie del Nuovo Regno, l'area venne sfruttata, come necropoli, fin dall'Antico Regno e, successivamente, sino al periodo Saitico (con la XXVI dinastia) e Tolemaico.

## Titolare
TT244 era la tomba di:
| Titolare | Titolo                                          | Necropoli  | Dinastia/Periodo      | Note                                                                                         |
| -------- | ----------------------------------------------- | ---------- | --------------------- | -------------------------------------------------------------------------------------------- |
| Pakharu  | Supervisore dei carpentieri nel dominio di Amon | el-Assasif | XIX - XX dinastia (?) | accessibile da un cortile a circa 20 m a ovest della TT192 e a questo adiacente, a occidente |

## Biografia
Nessuna notizia biografica è ricavabile.

## La tomba
TT244 si sviluppa con più camere in sequenza; pochi i resti di scene parietali: il defunto in adorazione (1 in planimetria); sull'architrave di un passaggio che adduce a "Kampp 268" (2) il defunto e la moglie (di cui non è leggibile il nome), inginocchiati, adorano Anubi. In altro passaggio (3) il defunto e la moglie offrono mazzi di fiori a una divinità e la moglie che offre fiori a un'altra divinità. Una breccia nella seconda sala adduce verso la TT192.

### Annotazioni
1. ↑  La numerazione dei locali e delle pareti segue quella di Porter e Moss 1927, p. 326.
2. ↑  La prima numerazione delle tombe, dalla numero 1 alla 253, risale al 1913 con l'edizione del "Topographical Catalogue of the Private Tombs of Thebes" di Alan Gardiner e Arthur Weigall. Le tombe erano numerate in ordine di scoperta e non geografico; ugualmente in ordine cronologico di scoperta sono le tombe dalla 253 in poi.
3. ↑  I campi della Duat, ovvero l'aldilà egizio, si trovavano, secondo le credenze, proprio sulla riva occidentale del grande fiume.
4. ↑  Nella sua epoca di utilizzo, l'area era nota come "Quella di fronte al suo Signore" (con riferimento alla riva orientale, dove si trovavano le strutture dei Palazzi di residenza dei re e i templi dei principali dei) o, più semplicemente, "Occidente di Tebe".
5. ↑  le Tombe dei Nobili, benché raggruppate in un'unica area, sono di fatto distribuite su più necropoli distinte.
6. ↑  Le note, sovente di inquadramento topografico della tomba, sono tratte dal "Topographical Catalogue" di Gardiner e Weigall, ed. 1913 e fanno perciò riferimento alla situazione dell'epoca.
7. ↑  Friederike Kampp-Seyfried (Mosbach 1960), archeologa tedesca, da agosto 2009 direttrice del Museo Egizio di Berlino (Ägyptisches Museum und Papyrussammlung), che ha catalogato evidenze archeologiche della Necropoli Tebana secondo una numerazione costituita, e riconosciuta, dalla sigla "Kampp" seguita da un numero progressivo.

### Fonti
1. ↑  Gardiner e Weigall 1913.
2. ↑  Donadoni 1999,  p. 115.
3. ↑  Gardiner e Weigall 1913, p. 38.
4. 1 2  Porter e Moss 1927,  p. 332.
5. ↑  Gardiner e Weigall 1913, pp. 38-39.
6. ↑  Gardiner e Weigall 1913, p. 39.
7. ↑  Kampp 1996.
8. ↑  Porter e Moss 1927,  pp. 332-333.